# Амалия фон Золмс-Браунфелс
Амалия фон Золмс-Браунфелс (на немски: Amalie zu Solms-Braunfels; * 31 август 1602, дворец Браунфелс, Браунфелс; † 8 септември 1675, Хага) от Дом Золмс, е графиня от Золмс-Браунфелс и чрез женитба от 1625 г. графиня на Насау и принцеса на Орнж.

## Живот
Тя е четвъртата дъщеря и десетото дете на граф Йохан Албрехт I фон Золмс-Браунфелс (1563 – 1623) и първата му съпруга Агнес фон Зайн-Витгенщайн (1569 – 1617), дъщеря на граф Лудвиг I фон Зайн-Витгенщайн и втората му съпруга Елизабет фон Золмс-Лаубах. Баща ѝ се омъжва през 1619 г. за графиня Юлиана фон Насау-Диленбург (1565 – 1630).
През лятото на 1619 г. Амалия става дворцова дама в Хайделберг и от 1621 г. в Хага на пфалцграфинята и курфюрстиня Елизабет Стюарт. В Хага тя се омъжва на 4 април 1625 г. за принц Фридрих Хайнрих Орански (1584 – 1647), граф на Насау и щатхалтер на Нидерландската република, най-малкият син на Вилхелм Орански. Той е братовчед на баща ѝ.
Амалия умира на 8 септември 1675 в Хага и е погребана в Делфт.
- Амалия фон Золмс-Браунфелс, портрет от Герит ван Хонтхорст
- Амалия фон Золмс-Браунфелс, портрет от Антонис ван Дайк, 1631/32

## Фамилия
Амалия и Фридрих Хайнрих Орански имат децата:
- Вилхелм II (* 27 май 1626, † 6 ноември 1650)
- Луиза Хенриета (* 7 декември 1627, † 18 юни 1667)

∞ 7 декември 1646 с курфюрст Фридрих Вилхелм фон Бранденбург (1620 – 1688)
- Хенриета Амалия (* 26 октомври 1628, † декември 1628)
- Елизабет (*/† 4 август 1630)
- Изабела Шарлота (* 28 април 1632, † април 1642)
- Албертина Агнес (* 9 април 1634, † 24 май 1696)

∞ 2 май 1652 с граф Вилхелм Фридрих фон Насау-Диц (1613 – 1664)
- Хенриета Катарина (* 10 февруари 1637, † 3 ноември 1708)

∞ 1659 с княз Йохан Георг II фон Анхалт-Десау (1627 – 1693)
- Фридрих Хайнрих (* 30 ноември 1639, † 29 декември 1639)
- Мария Хенриета (* 5 септември 1642, † 20 март 1688)

∞ 23 септември 1666 с пфалцграф Лудвиг Хайнрих фон Зимерн (1640 – 1674), внук на курфюрст Фридрих IV
- Фамилията Орания-Насау, портрет от Герит ван Хонтхорст
- Вилхелм II от Орания-Насау
- Луиза Хенриета, по-късна курфюрстина на Бранденбург
- Изабела Шарлота
- Албертина Агнес, по-късна графиня на Насау-Диц
- Хенриета Катарина, по-късна княгиня на Анхалт-Десау
- Мария Хенриета, по-късна пфалцграфиня на Пфалц-Зимерн